# 2029年6月26日月食
2029年6月26日月食为一次將在协调世界时2029年6月26日出現的月全食。該次月食半影食分為2.852、全影食分為1.849。偏食維持了110分，全食維持51分。

## 概述
這次月食的食分是18.35，偏食維持了110分，全食維持51分。

## 基本參數
- 類型：月全食
- 食甚資料：
  - 日期：2029年6月26日
  - 時間：3:22
  - 月球位置：赤經18.35度、赤緯-23.3度
  - 食分：半影食分：2.852、全影食分：1.849
  - 持續時間：偏食110分、全食51分

## 外部連結
- NASA月食專頁（页面存档备份，存于）（英文）